# Brian Leonhardt
Brian Leonhardt (2 aprile 1990) è un giocatore di football americano statunitense che gioca come tight end per i San Francisco 49ers della National Football League (NFL). Al college giocò a football alla Bemidji State University.

## Carriera professionistica

### Oakland Raiders
Leonhardt firmò il 29 aprile 2013 come free agent con gli Oakland Raiders, dopo non esser stato scelto al draft NFL 2013. Il 1º settembre venne svincolato per poi firmare il giorno seguente con la squadra di allenamento, ma non scese in campo. Il 30 dicembre dello stesso anno firmò come riserva futura per la stagione successiva. Il 29 settembre 2014 segnò il primo touchdown in carriera contro i Miami Dolphins.

## Statistiche
| Partite totali         | 13 |
| Partite da titolare    | 3  |
| Yard su ricezione      | 35 |
| Touchdown su ricezione | 1  |